# La Revue Musicale Belge
La Revue Musicale Belge was een Franstalig Belgisch muziektijdschrift dat tweewekelijks werd uitgegeven.
Het blad werd opgericht door Paul Gilson, Marcel Poot en Maurice Schoemaker en berichtte voornamelijk over fanfaremuziek.